# Jurij Skobov
Jurij Georgievič Skobov (in russo: Юрий Георгиевич Скобов; trasl. angl.: Yuri Georgievich Skobov; Klimovo, 13 marzo 1949 – Omutninsk, 5 agosto 2024) è stato un fondista sovietico, dal 1992 russo.

## Palmarès

### Olimpiadi invernali
- Oro a Sapporo 1972 nella staffetta 4x10 km.

### Mondiali
- Argento a Falun 1974 nella staffetta 4x10 km.